# Brunnthal
Brunnthal er en kommune i Landkreis München (Oberbayern), i den tyske delstat Bayern. Den ligger på sletten Münchner Schotterebene, syd for delstatshovedstaden München.
Brunnthal, Kirchstockach med Neukirchstockach, Waldbrunn og Gudrunsiedlung, Otterloh samt Hofolding og Faistenhaar er rydningsbebyggelser i Deisenhofener- og Hofoldinger Forst. Andre landsbyer i kommunenn er Englwarting, Portenläng og Riedhausen.
Kommunen har tidligere lagt navn til Autobahnkreuz München-Süd, der tidligere kaldtes „Brunnthal-Dreieck“ .